# Arthur Charles Hind
Arthur Charles Hind (Delhi, Indija, 1905. — nije poznat nadnevak kad je umro) je bivši indijski hokejaš na travi. Igrao je na mjestu vratara.
Osvojio je zlatno odličje na hokejaškom turniru na Olimpijskim igrama 1932. u Los Angelesu igrajući za Britansku Indiju. Odigrao je jedan susret. Primio je jedan pogodak.

## Vanjske poveznice
- Profil na Database Olympics